# Marie Amélie van Orléans

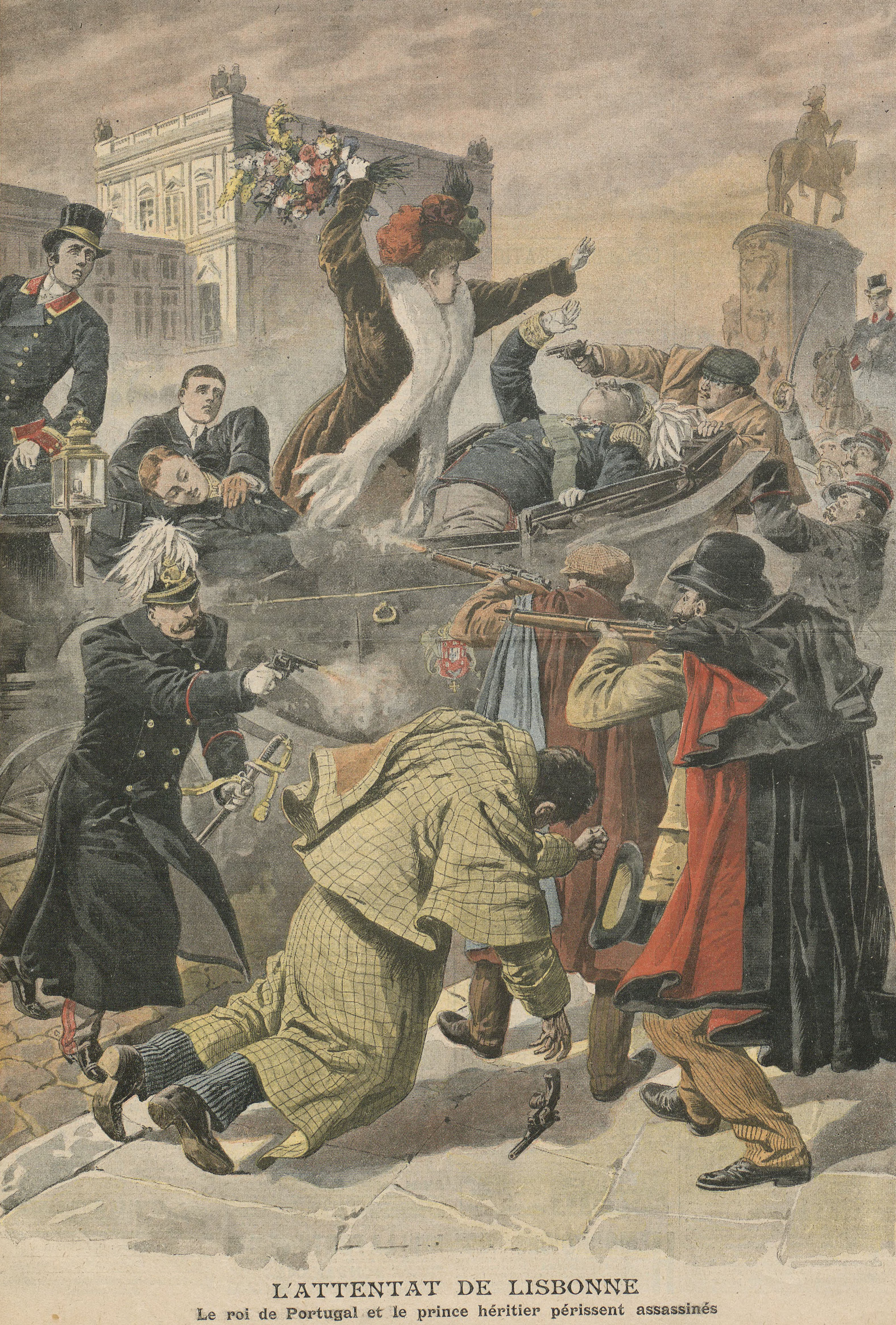
Eigentijdse prent van de aanslag uit Le Petit Journal, waarop vier schutters i.p.v. twee zijn weergegeven

Amélie Marie Louise Helena van Orléans (York House, Twickenham, 28 september 1865 – Château de Bellevue, Versailles, 25 oktober 1951) was de oudste dochter van Louis Philippe van Orléans en prinses Marie Isabelle van Orléans.
Haar grootouders van vaders kant waren Ferdinand Filips, hertog van Orléans en hertogin Helena van Mecklenburg-Schwerin. Haar grootouders aan moeders kant waren Anton van Orléans-Montpensier en infante Luisa Fernanda van Spanje.
De hertogen van Orléans en Montpensier waren allebei zonen van Lodewijk Filips I van Frankrijk en Marie Amélie van Bourbon-Sicilië.
Op 22 mei 1886 trouwde Amalia met kroonprins Karel van Portugal. Hij was de oudste zoon van Lodewijk I van Portugal en Maria Pia van Italië. Amalia was bijna 21 jaar oud en Karel was 23.
Ze kregen drie kinderen:
- Lodewijk Filips (21 maart 1887 – 1 februari 1908), hertog van Braganza.
- Maria Anna (14 december 1887 – 14 december 1887).
- Emanuel (19 maart 1889 – 2 juli 1932), koning van Portugal (1908-1910).

## Koningin van Portugal
In 1892 kreeg koningin Amalia een Gouden Roos van paus Leo XIII.
Op 19 oktober 1889 stierf haar schoonvader Lodewijk I en werd haar echtgenoot koning Karel I. Amalia werd nu koningin. Haar man stond bekend om zijn buitenechtelijke affaires, en de Portugese monarchie werd steeds minder populair. Dit kwam ook door de enorme staatsschuld, industriële verstoringen en door socialistische en republikeinse opstanden.
De koning probeerde de snel groeiende republikeinse en socialistische bewegingen de kop in te drukken door censuurmaatregelen en het aanstellen van premier João Franco als militair dictator.
Op 1 februari 1908 was de koninklijke familie per koets onderweg van hun paleis Vila Vioçosa terug naar Lissabon. Toen ze in Lissabon onderweg waren naar het koninklijk paleis werden vanuit de menigte schoten afgevuurd op de koets. Koning Karel I stierf onmiddellijk. Met grote moed probeerde Amalia erger te voorkomen. Ze richtte zich op om haar lichaam als schild te gebruiken en mepte met haar enige wapen – een bos bloemen – op een van de schutters. Het verhinderde niet dat Lodewijk Filips twintig minuten later stierf, maar haar jongste zoon prins Emanuel overleefde het drama. Hij was alleen geraakt in zijn arm. Koningin Amalia zelf bleef ongedeerd. 
Emanuel werd vanaf dat moment de nieuwe koning als Emanuel II. Hij werd in belangrijke mate gesteund door zijn moeder. De voorzichtige hervormingspolitiek die Emanuel en Amalia inzetten, kwam echter te laat. Na de moord op een vooraanstaande republikein maakte de Oktoberrevolutie op 5 oktober 1910 een einde aan het bewind van Emanuel en werd de Eerste Portugese Republiek in het leven geroepen. Amalia verliet Portugal samen met de rest van de koninklijke familie en leefde haar verdere leven in ballingschap. Zij was de laatste koningin van Portugal.
Amalia stierf op 86-jarige leeftijd te Versailles. De Portugese marine bracht met een oorlogsschip haar stoffelijk overschot naar Lissabon. Daar werd ze op 29 november 1951 begraven in het Pantheon van São Vicente.

## Kwartierstaat
| Lodewijk Filips I van Frankrijk (1773-1850) | Lodewijk Filips I van Frankrijk (1773-1850) | Lodewijk Filips I van Frankrijk (1773-1850) | Lodewijk Filips I van Frankrijk (1773-1850) | Lodewijk Filips I van Frankrijk (1773-1850) | Lodewijk Filips I van Frankrijk (1773-1850) | Marie Amélie van Bourbon-Sicilië (1782-1866) | Marie Amélie van Bourbon-Sicilië (1782-1866) | Marie Amélie van Bourbon-Sicilië (1782-1866) | Marie Amélie van Bourbon-Sicilië (1782-1866) | Marie Amélie van Bourbon-Sicilië (1782-1866) | Marie Amélie van Bourbon-Sicilië (1782-1866) |                                        |                                        | Frederik Lodewijk van Mecklenburg-Schwerin (1778-1819) | Frederik Lodewijk van Mecklenburg-Schwerin (1778-1819) | Frederik Lodewijk van Mecklenburg-Schwerin (1778-1819) | Frederik Lodewijk van Mecklenburg-Schwerin (1778-1819) | Frederik Lodewijk van Mecklenburg-Schwerin (1778-1819) | Frederik Lodewijk van Mecklenburg-Schwerin (1778-1819) | Caroline van Saksen-Weimar-Eisenach (1786-1816) | Caroline van Saksen-Weimar-Eisenach (1786-1816) | Caroline van Saksen-Weimar-Eisenach (1786-1816) | Caroline van Saksen-Weimar-Eisenach (1786-1816) | Caroline van Saksen-Weimar-Eisenach (1786-1816) | Caroline van Saksen-Weimar-Eisenach (1786-1816) |                                  |                                  | Lodewijk Filips I van Frankrijk (1773-1850) | Lodewijk Filips I van Frankrijk (1773-1850) | Lodewijk Filips I van Frankrijk (1773-1850) | Lodewijk Filips I van Frankrijk (1773-1850) | Lodewijk Filips I van Frankrijk (1773-1850) | Lodewijk Filips I van Frankrijk (1773-1850) | Marie Amélie van Bourbon-Sicilië (1782-1866) | Marie Amélie van Bourbon-Sicilië (1782-1866) | Marie Amélie van Bourbon-Sicilië (1782-1866) | Marie Amélie van Bourbon-Sicilië (1782-1866) | Marie Amélie van Bourbon-Sicilië (1782-1866) | Marie Amélie van Bourbon-Sicilië (1782-1866) |                                        |                                        | Ferdinand VII van Spanje (1784-1833)   | Ferdinand VII van Spanje (1784-1833)   | Ferdinand VII van Spanje (1784-1833)  | Ferdinand VII van Spanje (1784-1833)  | Ferdinand VII van Spanje (1784-1833)  | Ferdinand VII van Spanje (1784-1833)  | Maria Christina van Bourbon-Sicilië (1806-1878) | Maria Christina van Bourbon-Sicilië (1806-1878) | Maria Christina van Bourbon-Sicilië (1806-1878) | Maria Christina van Bourbon-Sicilië (1806-1878) | Maria Christina van Bourbon-Sicilië (1806-1878) | Maria Christina van Bourbon-Sicilië (1806-1878) |  |  |  |  |  |  |  |  |  |  |  |  |  |  |  |  |  |  |  |  |  |  |  |  |  |  |  |  |  |  |  |  |  |  |  |  |  |  |  |  |  |  |  |  |  |  |  |  |
| Lodewijk Filips I van Frankrijk (1773-1850) | Lodewijk Filips I van Frankrijk (1773-1850) | Lodewijk Filips I van Frankrijk (1773-1850) | Lodewijk Filips I van Frankrijk (1773-1850) | Lodewijk Filips I van Frankrijk (1773-1850) | Lodewijk Filips I van Frankrijk (1773-1850) | Marie Amélie van Bourbon-Sicilië (1782-1866) | Marie Amélie van Bourbon-Sicilië (1782-1866) | Marie Amélie van Bourbon-Sicilië (1782-1866) | Marie Amélie van Bourbon-Sicilië (1782-1866) | Marie Amélie van Bourbon-Sicilië (1782-1866) | Marie Amélie van Bourbon-Sicilië (1782-1866) |                                        |                                        | Frederik Lodewijk van Mecklenburg-Schwerin (1778-1819) | Frederik Lodewijk van Mecklenburg-Schwerin (1778-1819) | Frederik Lodewijk van Mecklenburg-Schwerin (1778-1819) | Frederik Lodewijk van Mecklenburg-Schwerin (1778-1819) | Frederik Lodewijk van Mecklenburg-Schwerin (1778-1819) | Frederik Lodewijk van Mecklenburg-Schwerin (1778-1819) | Caroline van Saksen-Weimar-Eisenach (1786-1816) | Caroline van Saksen-Weimar-Eisenach (1786-1816) | Caroline van Saksen-Weimar-Eisenach (1786-1816) | Caroline van Saksen-Weimar-Eisenach (1786-1816) | Caroline van Saksen-Weimar-Eisenach (1786-1816) | Caroline van Saksen-Weimar-Eisenach (1786-1816) |                                  |                                  | Lodewijk Filips I van Frankrijk (1773-1850) | Lodewijk Filips I van Frankrijk (1773-1850) | Lodewijk Filips I van Frankrijk (1773-1850) | Lodewijk Filips I van Frankrijk (1773-1850) | Lodewijk Filips I van Frankrijk (1773-1850) | Lodewijk Filips I van Frankrijk (1773-1850) | Marie Amélie van Bourbon-Sicilië (1782-1866) | Marie Amélie van Bourbon-Sicilië (1782-1866) | Marie Amélie van Bourbon-Sicilië (1782-1866) | Marie Amélie van Bourbon-Sicilië (1782-1866) | Marie Amélie van Bourbon-Sicilië (1782-1866) | Marie Amélie van Bourbon-Sicilië (1782-1866) |                                        |                                        | Ferdinand VII van Spanje (1784-1833)   | Ferdinand VII van Spanje (1784-1833)   | Ferdinand VII van Spanje (1784-1833)  | Ferdinand VII van Spanje (1784-1833)  | Ferdinand VII van Spanje (1784-1833)  | Ferdinand VII van Spanje (1784-1833)  | Maria Christina van Bourbon-Sicilië (1806-1878) | Maria Christina van Bourbon-Sicilië (1806-1878) | Maria Christina van Bourbon-Sicilië (1806-1878) | Maria Christina van Bourbon-Sicilië (1806-1878) | Maria Christina van Bourbon-Sicilië (1806-1878) | Maria Christina van Bourbon-Sicilië (1806-1878) |  |  |  |  |  |  |  |  |  |  |  |  |  |  |  |  |  |  |  |  |  |  |  |  |  |  |  |  |  |  |  |  |  |  |  |  |  |  |  |  |  |  |  |  |  |  |  |  |
|                                             |                                             |                                             |                                             |                                             |                                             |                                              |                                              |                                              |                                              |                                              |                                              |                                        |                                        |                                                        |                                                        |                                                        |                                                        |                                                        |                                                        |                                                 |                                                 |                                                 |                                                 |                                                 |                                                 |                                  |                                  |                                             |                                             |                                             |                                             |                                             |                                             |                                              |                                              |                                              |                                              |                                              |                                              |                                        |                                        |                                        |                                        |                                       |                                       |                                       |                                       |                                                 |                                                 |                                                 |                                                 |                                                 |                                                 |  |  |  |  |  |  |  |  |  |  |  |  |  |  |  |  |  |  |  |  |  |  |  |  |  |  |  |  |  |  |  |  |  |  |  |  |  |  |  |  |  |  |  |  |  |  |  |  |
|                                             |                                             |                                             |                                             | Ferdinand Filips van Orléans (1810-1842)    | Ferdinand Filips van Orléans (1810-1842)    | Ferdinand Filips van Orléans (1810-1842)     | Ferdinand Filips van Orléans (1810-1842)     | Ferdinand Filips van Orléans (1810-1842)     | Ferdinand Filips van Orléans (1810-1842)     |                                              |                                              |                                        |                                        |                                                        |                                                        | Helena van Mecklenburg-Schwerin (1814-1858)            | Helena van Mecklenburg-Schwerin (1814-1858)            | Helena van Mecklenburg-Schwerin (1814-1858)            | Helena van Mecklenburg-Schwerin (1814-1858)            | Helena van Mecklenburg-Schwerin (1814-1858)     | Helena van Mecklenburg-Schwerin (1814-1858)     |                                                 |                                                 |                                                 |                                                 |                                  |                                  |                                             |                                             |                                             |                                             | Anton van Orléans (1824-1890)               | Anton van Orléans (1824-1890)               | Anton van Orléans (1824-1890)                | Anton van Orléans (1824-1890)                | Anton van Orléans (1824-1890)                | Anton van Orléans (1824-1890)                |                                              |                                              |                                        |                                        |                                        |                                        | Luisa Fernanda van Spanje (1832-1897) | Luisa Fernanda van Spanje (1832-1897) | Luisa Fernanda van Spanje (1832-1897) | Luisa Fernanda van Spanje (1832-1897) | Luisa Fernanda van Spanje (1832-1897)           | Luisa Fernanda van Spanje (1832-1897)           |                                                 |                                                 |                                                 |                                                 |  |  |  |  |  |  |  |  |  |  |  |  |  |  |  |  |  |  |  |  |  |  |  |  |  |  |  |  |  |  |  |  |  |  |  |  |  |  |  |  |  |  |  |  |  |  |  |  |
|                                             |                                             |                                             |                                             | Ferdinand Filips van Orléans (1810-1842)    | Ferdinand Filips van Orléans (1810-1842)    | Ferdinand Filips van Orléans (1810-1842)     | Ferdinand Filips van Orléans (1810-1842)     | Ferdinand Filips van Orléans (1810-1842)     | Ferdinand Filips van Orléans (1810-1842)     |                                              |                                              |                                        |                                        |                                                        |                                                        | Helena van Mecklenburg-Schwerin (1814-1858)            | Helena van Mecklenburg-Schwerin (1814-1858)            | Helena van Mecklenburg-Schwerin (1814-1858)            | Helena van Mecklenburg-Schwerin (1814-1858)            | Helena van Mecklenburg-Schwerin (1814-1858)     | Helena van Mecklenburg-Schwerin (1814-1858)     |                                                 |                                                 |                                                 |                                                 |                                  |                                  |                                             |                                             |                                             |                                             | Anton van Orléans (1824-1890)               | Anton van Orléans (1824-1890)               | Anton van Orléans (1824-1890)                | Anton van Orléans (1824-1890)                | Anton van Orléans (1824-1890)                | Anton van Orléans (1824-1890)                |                                              |                                              |                                        |                                        |                                        |                                        | Luisa Fernanda van Spanje (1832-1897) | Luisa Fernanda van Spanje (1832-1897) | Luisa Fernanda van Spanje (1832-1897) | Luisa Fernanda van Spanje (1832-1897) | Luisa Fernanda van Spanje (1832-1897)           | Luisa Fernanda van Spanje (1832-1897)           |                                                 |                                                 |                                                 |                                                 |  |  |  |  |  |  |  |  |  |  |  |  |  |  |  |  |  |  |  |  |  |  |  |  |  |  |  |  |  |  |  |  |  |  |  |  |  |  |  |  |  |  |  |  |  |  |  |  |
|                                             |                                             |                                             |                                             |                                             |                                             |                                              |                                              |                                              |                                              | Louis Philippe van Orléans (1838-1894)       | Louis Philippe van Orléans (1838-1894)       | Louis Philippe van Orléans (1838-1894) | Louis Philippe van Orléans (1838-1894) | Louis Philippe van Orléans (1838-1894)                 | Louis Philippe van Orléans (1838-1894)                 |                                                        |                                                        |                                                        |                                                        |                                                 |                                                 |                                                 |                                                 |                                                 |                                                 |                                  |                                  |                                             |                                             |                                             |                                             |                                             |                                             |                                              |                                              |                                              |                                              | Marie Isabelle van Orléans (1848-1919)       | Marie Isabelle van Orléans (1848-1919)       | Marie Isabelle van Orléans (1848-1919) | Marie Isabelle van Orléans (1848-1919) | Marie Isabelle van Orléans (1848-1919) | Marie Isabelle van Orléans (1848-1919) |                                       |                                       |                                       |                                       |                                                 |                                                 |                                                 |                                                 |                                                 |                                                 |  |  |  |  |  |  |  |  |  |  |  |  |  |  |  |  |  |  |  |  |  |  |  |  |  |  |  |  |  |  |  |  |  |  |  |  |  |  |  |  |  |  |  |  |  |  |  |  |
|                                             |                                             |                                             |                                             |                                             |                                             |                                              |                                              |                                              |                                              | Louis Philippe van Orléans (1838-1894)       | Louis Philippe van Orléans (1838-1894)       | Louis Philippe van Orléans (1838-1894) | Louis Philippe van Orléans (1838-1894) | Louis Philippe van Orléans (1838-1894)                 | Louis Philippe van Orléans (1838-1894)                 |                                                        |                                                        |                                                        |                                                        |                                                 |                                                 |                                                 |                                                 |                                                 |                                                 |                                  |                                  |                                             |                                             |                                             |                                             |                                             |                                             |                                              |                                              |                                              |                                              | Marie Isabelle van Orléans (1848-1919)       | Marie Isabelle van Orléans (1848-1919)       | Marie Isabelle van Orléans (1848-1919) | Marie Isabelle van Orléans (1848-1919) | Marie Isabelle van Orléans (1848-1919) | Marie Isabelle van Orléans (1848-1919) |                                       |                                       |                                       |                                       |                                                 |                                                 |                                                 |                                                 |                                                 |                                                 |  |  |  |  |  |  |  |  |  |  |  |  |  |  |  |  |  |  |  |  |  |  |  |  |  |  |  |  |  |  |  |  |  |  |  |  |  |  |  |  |  |  |  |  |  |  |  |  |
|                                             |                                             |                                             |                                             |                                             |                                             |                                              |                                              |                                              |                                              |                                              |                                              |                                        |                                        |                                                        |                                                        |                                                        |                                                        |                                                        |                                                        |                                                 |                                                 |                                                 |                                                 |                                                 |                                                 |                                  |                                  |                                             |                                             |                                             |                                             |                                             |                                             |                                              |                                              |                                              |                                              |                                              |                                              |                                        |                                        |                                        |                                        |                                       |                                       |                                       |                                       |                                                 |                                                 |                                                 |                                                 |                                                 |                                                 |  |  |  |  |  |  |  |  |  |  |  |  |  |  |  |  |  |  |  |  |  |  |  |  |  |  |  |  |  |  |  |  |  |  |  |  |  |  |  |  |  |  |  |  |  |  |  |  |
|                                             |                                             |                                             |                                             |                                             |                                             |                                              |                                              |                                              |                                              |                                              |                                              |                                        |                                        |                                                        |                                                        |                                                        |                                                        |                                                        |                                                        |                                                 |                                                 |                                                 |                                                 |                                                 |                                                 |                                  |                                  |                                             |                                             |                                             |                                             |                                             |                                             |                                              |                                              |                                              |                                              |                                              |                                              |                                        |                                        |                                        |                                        |                                       |                                       |                                       |                                       |                                                 |                                                 |                                                 |                                                 |                                                 |                                                 |  |  |  |  |  |  |  |  |  |  |  |  |  |  |  |  |  |  |  |  |  |  |  |  |  |  |  |  |  |  |  |  |  |  |  |  |  |  |  |  |  |  |  |  |  |  |  |  |
| Marie Amélie van Orléans (1865-1951)        | Marie Amélie van Orléans (1865-1951)        | Marie Amélie van Orléans (1865-1951)        | Marie Amélie van Orléans (1865-1951)        | Marie Amélie van Orléans (1865-1951)        | Marie Amélie van Orléans (1865-1951)        |                                              |                                              | Filips van Orléans (1869-1926)               | Filips van Orléans (1869-1926)               | Filips van Orléans (1869-1926)               | Filips van Orléans (1869-1926)               | Filips van Orléans (1869-1926)         | Filips van Orléans (1869-1926)         |                                                        |                                                        | Hélène van Orléans (1871-1951)                         | Hélène van Orléans (1871-1951)                         | Hélène van Orléans (1871-1951)                         | Hélène van Orléans (1871-1951)                         | Hélène van Orléans (1871-1951)                  | Hélène van Orléans (1871-1951)                  |                                                 |                                                 | Isabelle van Orléans (1878-1961)                | Isabelle van Orléans (1878-1961)                | Isabelle van Orléans (1878-1961) | Isabelle van Orléans (1878-1961) | Isabelle van Orléans (1878-1961)            | Isabelle van Orléans (1878-1961)            |                                             |                                             | Louise van Orléans (1882-1958)              | Louise van Orléans (1882-1958)              | Louise van Orléans (1882-1958)               | Louise van Orléans (1882-1958)               | Louise van Orléans (1882-1958)               | Louise van Orléans (1882-1958)               |                                              |                                              | Ferdinand van Orléans (1884-1924)      | Ferdinand van Orléans (1884-1924)      | Ferdinand van Orléans (1884-1924)      | Ferdinand van Orléans (1884-1924)      | Ferdinand van Orléans (1884-1924)     | Ferdinand van Orléans (1884-1924)     |                                       |                                       | ... + 2 jong overleden broers                   | ... + 2 jong overleden broers                   | ... + 2 jong overleden broers                   | ... + 2 jong overleden broers                   | ... + 2 jong overleden broers                   | ... + 2 jong overleden broers                   |  |  |  |  |  |  |  |  |  |  |  |  |  |  |  |  |  |  |  |  |  |  |  |  |  |  |  |  |  |  |  |  |  |  |  |  |  |  |  |  |  |  |  |  |  |  |  |  |

## Voetnoten
1. ↑  Jean des Cars, Dictionnaire amoureux des monarchies, 2019, p. 270

- Bibliothèque nationale de France: cb12521475z (data)
- Gemeinsame Normdatei: 119553155
- International Standard Name Identifier: 0000 0001 1476 9206
- Library of Congress Control Number: n92113172
- Istituto Centrale per il Catalogo Unico: MUSV001485
- SNAC: w6z99dm2
- Système universitaire de documentation: 034460799
- Virtual International Authority File: 87231352
- WorldCat: E39PBJr3p3TXxV9GggCXhYHt8C